# 東京に来い
「東京に来い」（とうきょうにこい）は1995年5月10日に発売されたKAN19作目のシングル。

## 概要
- アルバム『東雲』（1994年11月26日発売）からのリカット。
- ポリドールから発売された最後のシングル。
- ジャケットは東京タワー夜景をバックに、KANがギターを持ち歌う合成写真。

## 収録曲
全曲　作詞・作曲：KAN　
1. 東京に来い（ビートルミクス）
  - 編曲：小林信吾・KAN
  - よみうりテレビ・日本テレビ系『紳助のサルでもわかるニュース』エンディングテーマ。
  - シングルでは“ビートルミクス”として再ミックス。
  - アルバムに比べギターの音が強くなっている他、エンディングでのドラムフィルがなくなっている。
2. 練馬美人（イメージモノラルミクス）
  - 編曲：KAN
  - NHK総合テレビ『作法の極意』エンディングテーマ。
  - 東京都練馬区に素敵な美女がいることを想定した楽曲。
  - KANの楽曲として珍しいモノラル音声でミキシングされた。
3. 東京に来い（オリジナル・カラオケ）